# Occhi di ragazza

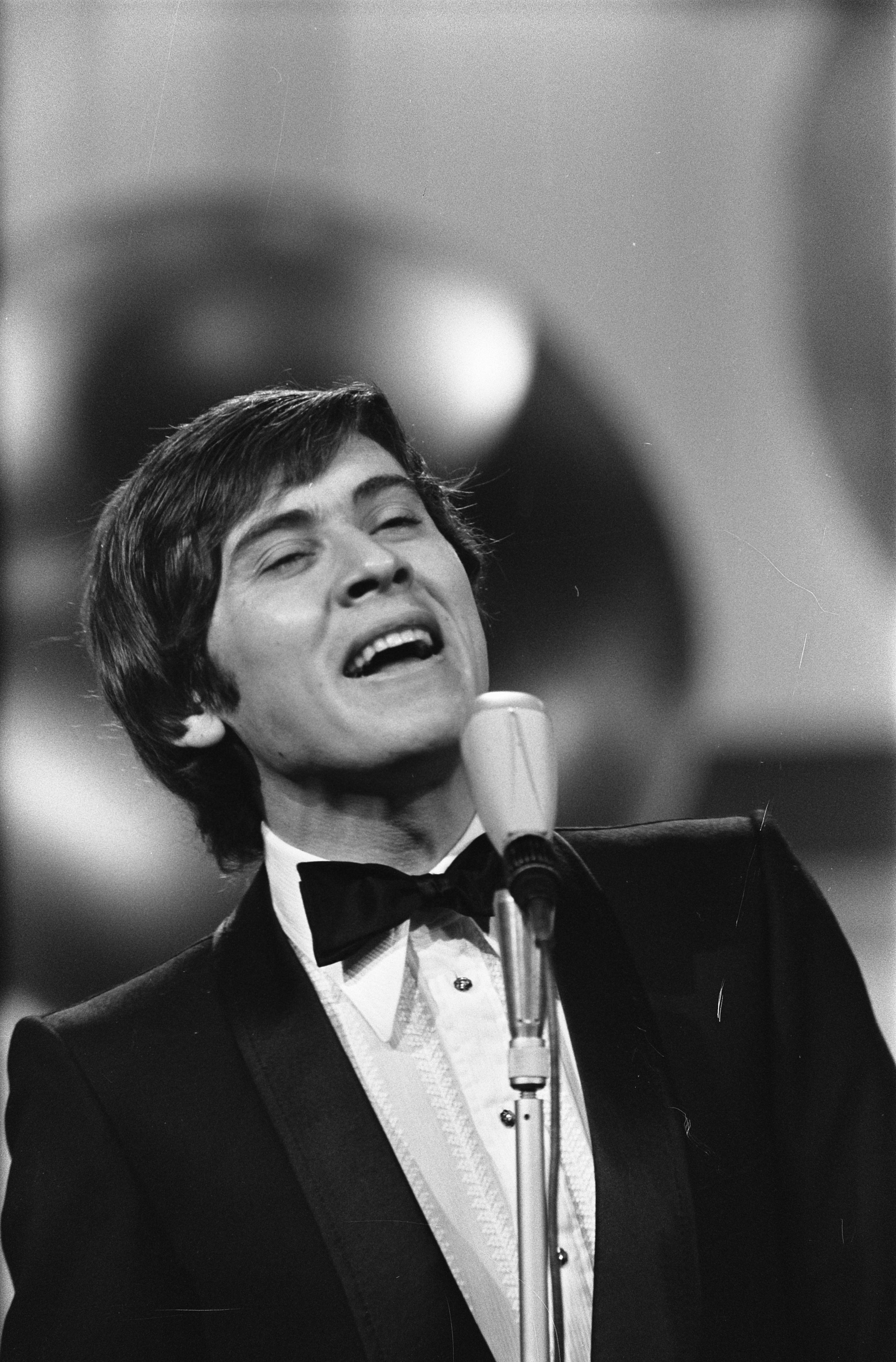
Gianni Morandi cantando "Occhi di ragazza" no Festival Eurovisão da Canção 1970

"Occhi di ragazza" ("Olhos de rapariga") foi a canção italiana no Festival Eurovisão da Canção 1970. Foi interpretada em italiano por Gianni Morandi. Foi a terceira canção a ser interpretada na noite do evento, a seguir à canção helvética "Retour", interpretada por Henri Dès e antes da canção jugoslava " Pridi, dala ti bom cvet", interpretada por Eva Sršen. terminou em oitavo (entre 12 participantes), recebendo um total de 5 pontos. Gianni Morandi gravou uma versão em castelhano, intitulada "Ojos de chiquilla".

## Autores
- Letra: Sergio Bardotti, Gianfranco Baldazzi
- Música: Lucio Dalla
- Orquestração: Mario Capuano